# 克里斯廷島
克里斯廷島（英語：Christine Island）是南極洲的島嶼，位於昂韋爾島以南1.6公里，處於波拿巴角東南面2.4公里，長0.8公里，該島嶼現時由南極條約體系管理。